# Surgeon Simulator 2013
Surgeon Simulator 2013 – komputerowa gra symulacyjna wydana 19 kwietnia 2013 roku przez Bossa Studios na platformy Microsoft Windows, OS X oraz Linux. Podstawowa wersja gry zawierająca jedną misję została stworzona w ciągu dwóch dni na potrzeby konkursu „Global Game Jam”.

## Rozgrywka
Celem gry jest zakończone sukcesem przeszczepienie organów pacjenta. Gracz steruje ręką chirurga w taki sposób, że każdym palcem jego dłoni porusza się osobno. Na sali operacyjnej znajdują się przyrządy medyczne takie jak skalpel czy strzykawka, które mogą być wykorzystane podczas zabiegu. Każda udana operacja jest oceniana w zależności od stopnia wykrwawienia się pacjenta i czasu, jaki upłynął podczas operacji.

## Odbiór gry
Gra została pozytywnie oceniona, zyskując średnią ocen 71/100 na Metacritic. Magazyn Forbes napisał „nawet ludzie którzy stworzyli tę grę nie potrafią w nią dobrze grać, ale w tym wypadku jest to jej zaletą”. Według Ars Technica „Surgeon Simulator 2013 jest prawdopodobnie najlepszą grą komputerową w historii”. Do 2015 sprzedano ponad dwa miliony egzemplarzy z grą.